# 駐丹麥台北代表處
駐丹麥台北代表處（英語：Taipei Representative Office in Denmark），亦稱駐丹麥代表處，是中華民國政府對丹麥王國設置的駐外代表機構，具備大使館機能、負責業務為台丹間的非邦交性實質關係，亦兼轄冰島共和國之事務。與該處對應的丹麥駐台機構則為台北的丹麥商務辦事處。

## 歷史
台灣最早的駐丹機構為行政院新聞局於1973年在哥本哈根設置、兼轄北歐五國的「自由中國新聞資料供應社」（Free China News Syndicate），其在1980年後更名為「自由中國新聞處」（Free China Information Office），中華民國經濟部也於同年在丹麥創設「遠東商務辦事處」（Far East Trade Office），與前者構成台灣兩大駐丹機構。1991年後，兩座辦事處合併成為「駐丹麥台北經濟文化辦事處」（Taipei Economic and Cultural Office in Denmark），後又於1995年改成現名。同年6月以後，本處不再負責台灣對挪威和波羅的海國家的相關事務，但兼轄範圍仍繼續包含冰島。
2018年10月至2024年9月，曾任陸軍司令的前國軍退除役官兵輔導委員會主任委員李翔宙出任駐丹麥代表，這是此處首次有中華民國國軍退役二級上將層級人士出任代表。

## 駐丹麥代表
| 姓名   | 到任       | 離任       | 外交銜級 對外名義 | 外交職務 本職職務 | 備註     |
| ------ | ---------- | ---------- | ----------------- | ----------------- | -------- |
| 許智偉 | 1991年     | 1994年5月  | 代表              | 代表              |          |
| 陳毓駒 | 1994年5月  | 2000年11月 | 代表              | 代表              |          |
| 顧富章 | 2000年11月 | 2003年2月  | 代表              | 代表              |          |
| 張平男 | 2003年2月  | 2007年7月  | 代表              | 代表              |          |
| 劉溪泉 | 2008年1月  | 2009年9月  | 代表              | 代表              |          |
| 陳國璜 | 2009年9月  | 2012年8月  | 代表              | 代表              |          |
| 徐儷文 | 2012年8月  | 2016年1月  | 代表              | 代表→特命全權大使 | [ 註 1 ] |
| 莊恆盛 | 2016年1月  | 2018年12月 | 代表              | 特命全權大使      |          |
| 李翔宙 | 2018年12月 | 2024年9月  | 代表              | 特命全權大使      |          |
| 鄭榮俊 | 2024年10月 | 現任       | 代表              | 特命全權大使      |          |

## 外部連結
- 駐丹麥台北代表處 （页面存档备份，存于）
- Taipei Representative Office in Denmark 駐丹麥台北代表處的Facebook專頁